# هبة اللجي
هبه اللجي، من مواليد محافظة الحسكة عام 1997، بدأ مشوارها في رياضة كرة الطاولة في عمر التاسعة من خلال الأنشطة الرياضية في المدرسة، وقد شاركت مع المنتخب في العديد من البطولات العربية والآسيوية والدولية.

## السيرة الذاتية
هبه اللجي، من  مواليد محافظة الحسكة عام 1997، تدرس الصيدلة في دمشق،  وقد بدأ مشوارها في رياضة كرة الطاولة في عمر التاسعة من خلال الأنشطة الرياضية بالمدرسة، ونادي الجزيرة الرياضي بالحسكة، وقد وجدت تشجيع من والداها والذي سبق له أن مارس هذه الرياضة، وقد شعرت (هبه) منذ الايام الأولى برابط يجمعها مع تلك الرياضة وهذا ما جعلها إلى تحويل تلك الهواية الي احتراف، وهو ما حققته عندما شاركت في البطولات المحلية على مستوى المحافظة والجمهورية، فالمشاركة الأولى على المستوى المحلي كانت في منافسات بطولة الجمهورية، وتمكنت حينها من الفوز بالمركز الثاني في فئة الشبلات ، وشكلت البطولة المدرسية على مستوى سورية الانطلاقة الحقيقة وذلك عندما أحرزت المركز الأول على الرغم من المشاركة الكبيرة في المنافسات، ومن بعدها تمت دعوتها لصفوف المنتخب الوطني للسيدات بإشراف المدرب «يامن دندل»».
أما على  المستوى الخارجي فالانجازات الشخصية للاعبة «هبة اللجي» شكلت منعطفاً في مسيرة كرة الطاولة السورية على الصعيد العربي فقد: «شاركت مع المنتخب في عدد من المنافسات العربية والدولية، حيث تمكنا من الفوز بلقب بطولة كأس العرب في «الأردن»، وإحراز المركز الأول في بطولة غرب آسيا في «لبنان»، والتأهل إلى نهائيات كأس العالم في «ألمانيا»، وكأس آسيا في «الصين»، ومع نادي الجزيرة شاركت في بطولة الأندية العربية «بالإمارات» وأحرزت المركز الأول في الفرق والفردي، كذلك أحرزت المركز الأول مع النادي في بطولة غرب آسيا للفرق».

## أولمبيادريو دي جانيرو2016
منح الاتحاد الدولي لتنس الطاولة هبة بطاقة دعوة للمشاركة في اولمبياد ريو لتصبح  أول لاعبة أو لاعب من سوريا تشارك في منافسات هذه الرياضة في الألعاب الاولمبية. وذكر  الاتحاد الدولي على موقعه الإلكتروني أنه أعطى اللجي المصنفة 667 على العالم المكان الخاص بالأولمبياد  وفق معايير تتعلق بمستوى اللاعبة في المشاركات الدولية الأخيرة وقلة رياضية بلادها المشاركة في آخر دورتي أولمبياد.
في اليوم الأول (السادس من أغسطس 2016) للمنافسات السورية في ريو  خسرت، هبة اللجي لاعبة الكرة الطاولة السورية أمام المكسيكية سيلفيا ياديرا  بثلاثة أشواط مقابل شوط واحد في الأدوار التمهديه ضمن دورة الألعاب الأولمبية الصيفية.

## روابط خارجية
- هبة اللجي على موقع منظمة تنس الطاولة العالمي (الإنجليزية)
- هبة اللجي على موقع اللجنة الأولمبية الدولية (الإنجليزية)
- هبة اللجي على موقع أوليمبيديا (الإنجليزية)